# Застава Републике Кине
Застава Републике Кине је црвене боје са плавим четвороугаоником у горњем левом углу у којем се налази бело сунце. Црвена боја представља „свету црвену земљу“, плава боја небо, а бела сунце. Застава је у употреби од 1917, а званично је постала застава Републике Кине 1928. године.